# Tir als Jocs Olímpics d'estiu de 1900 - Rifle militar, de genolls
La competició de rifle militar de genolls va ser una de les proves de Tir dels Jocs Olímpics de París de 1900. Es disputà entre el 3 i el 5 d'agost de 1900. Hi van prendre part 30 tiradors representants de 6 nacions, amb 5 tiradors per equip. Aquesta és una de les tres posicions que componen la prova de rifle militar, en què s'entreguen medalles per a cada posició de manera individual i fent la suma de les tres posicions per al millor individual i pel millor equip.

## Medallistes
| Or             | Plata                                  | Bronze       |
| Konrad Stäheli | Emil Kellenberger Anders Peter Nielsen | No s'entrega |

## Resultats
Cada tirador dispara 40 trets, per a una puntuació màxima de 400 punts.
| Posició | Tirador              | Puntuació |
| ------- | -------------------- | --------- |
| Or      | Konrad Stäheli       | 324       |
| Plata   | Emil Kellenberger    | 314       |
| Plata   | Anders Peter Nielsen | 314       |
| 4       | Paul van Asbroeck    | 308       |
| 5       | Marcus Ravenswaaij   | 306       |
| 6       | Uilke Vuurman        | 303       |
| 7       | Franz Böckli         | 300       |
| 8       | Lars Jørgen Madsen   | 299       |
| 9       | Charles Paumier      | 297       |
| 9       | Louis Richardet      | 297       |

| Classificació final (11–30) | Classificació final (11–30) | Classificació final (11–30) |
| --------------------------- | --------------------------- | --------------------------- |
| 11                          | Antonius Bouwens            | 296                         |
| 12                          | Ole Sæther                  | 293                         |
| 13                          | Hellmer Hermandsen          | 290                         |
| 13                          | Viggo Jensen                | 290                         |
| 15                          | Ole Østmo                   | 289                         |
| 16                          | Achille Paroche             | 287                         |
| 17                          | Auguste Cavadini            | 286                         |
| 17                          | Léon Moreaux                | 286                         |
| 19                          | Henrik Sillem               | 281                         |
| 20                          | Solko van den Bergh         | 274                         |
| 21                          | Tom Seeberg                 | 272                         |
| 22                          | Laurids Jensen-Kjær         | 271                         |
| 22                          | Maurice Lecoq               | 271                         |
| 24                          | Jules Bury                  | 269                         |
| 25                          | Alfred Grütter              | 265                         |
| 26                          | Axel Kristensen             | 260                         |
| 27                          | Olaf Frydenlund             | 259                         |
| 27                          | René Thomas                 | 259                         |
| 29                          | Edouard Myin                | 249                         |
| 30                          | Joseph Baras                | 210                         |